# Ali Neshat
Ali Neshat (Teheran, 6 settembre 1923 – Teheran, 11 aprile 1979) è stato un generale iraniano dell'Esercito Imperiale, ultimo Comandante della Guardia imperiale durante il regno di Mohammad Reza Pahlavi. Venne ucciso dal neo-nato regime islamico.

## Biografia
Figlio di Safi Ali Shah e Motamed’od Dowleh Neshat Esfahani.
Dopo aver conseguito il diploma di scuola superiore, e successivamente dalla Military University, iniziò a servire nella "Guardia Javidan" o Guardia Imperiale (anche nota come "Guardia Eterna"). Sposato e con cinque figli, parlava fluentemente inglese e francese. Era anche un atleta esperto e aveva ottenuto diverse medaglie in scherma, tiro, salto in alto, sport equestri e nuoto. Il generale Neshat era musulmano.
Neshat prestò servizio in varie città tra cui Behbahan, Tabriz, Chabahar e Kermanshah. Nominato Comandante della Guardia Imperiale nel dicembre 1978, venne schierato e posizionato in tutti i luoghi dove la famiglia reale aveva residenze, e aveva un ufficio sia nel palazzo di Niavaran (situato a Shemiran) che Sa'adabad. Durante i suoi anni di servizio, ricevette numerose medaglie e decorazioni. Secondo sua figlia, il generale Neshat aveva grande amore e lealtà per il suo paese e il suo re, e accompagnò lo scià in tutti i suoi viaggi nazionali e internazionali.

## Morte

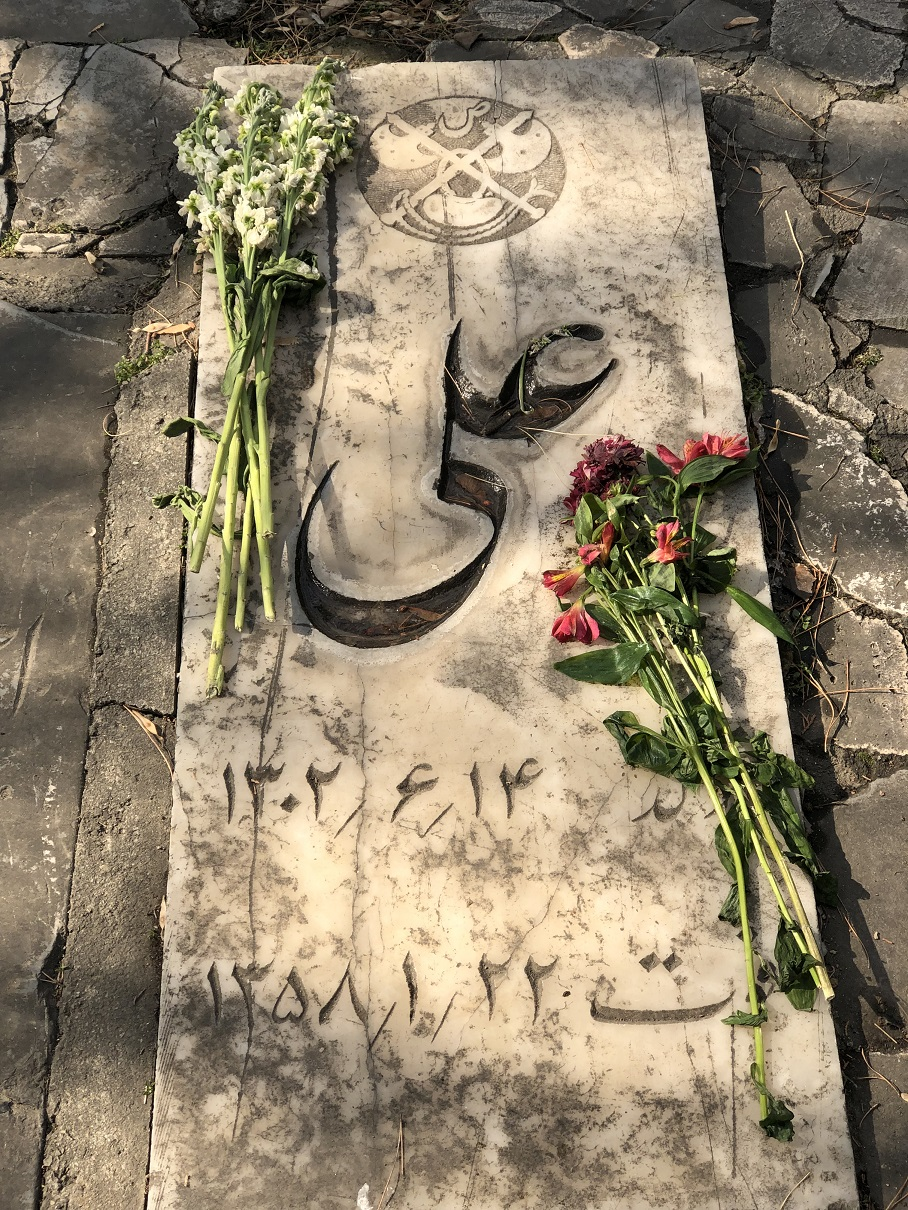
Tomba di Neshat al cimitero di Zahir Al-Dawla

Dopo la rivoluzione islamica, il generale Ahmad Madani, capo del ministero della difesa nel governo provvisorio di Mehdi Bazargan, propose a Neshat un posto come Comandante nel riorganizzato esercito. Neshat rifiutò ed ebbe da dire: "Sono un soldato e ho giurato alla bandiera, al Corano e allo Shahanshah! Preferisco essere fucilato che lavorare per quei mullah!".
Poco dopo venne arrestato e portato alla Madresseh Faizieh a Qom e poi dopo 2-3 settimane trasferito di nuovo a Teheran e imprigionato nel carcere di Qasr.
La Corte Rivoluzionaria Islamica di Teheran dichiarò Neshat "Mofsed Fel-Arz ("colui che diffonde la corruzione sulla Terra") e Mohareb ("colui che fa la guerra contro Dio e il Suo Messaggero", e lo condannò a morte. La sentenza fu eseguita da un plotone d'esecuzione alle 2:30 del mattino di mercoledì 11 aprile 1979 nella prigione di Qasr.
La corte ordinò inoltre l'espropriazione dei beni reali e personali del generale Neshat. Dopo la morte, la sua casa e i conti bancari della famiglia furono espropriati. Le autorità non informarono la famiglia del generale Neshat del suo processo, della condanna e dell'esecuzione.